# Cornelis Beelt

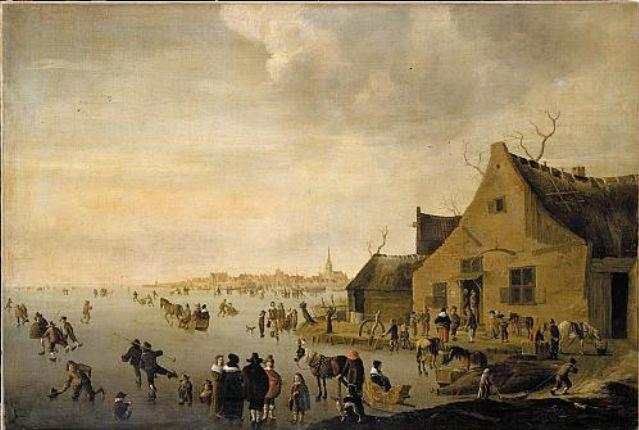
Winterlandschap met schaatsers, ca. 1660

Cornelis Beelt (Rotterdam? - ca. 1612 - Haarlem?, na 1664) was een Nederlands kunstschilder. Over zijn leven is weinig met zekerheid bekend. Diverse bronnen noemen geboortedata tussen 1602 en 1640 en overlijdensdata tussen 1664 en 1702. De hierboven vermelde gegevens zijn ontleend aan de site van het RKD. Hij was actief tussen 1630 en 1664, voornamelijk in Haarlem, waar hij in 1630 in ondertrouw zou zijn gegaan en in 1661 lid was of werd van het plaatselijke Sint-Lucasgilde.
Beelt vervaardigde vooral landschappen en zeegezichten, maar ook genrestukken en interieurs van werkplaatsen. Hij maakte eveneens een serie schilderijen over het vertrek van Karel II vanaf het strand bij Scheveningen.